# CBS Schoolbreak Special
CBS Schoolbreak Special was een Amerikaanse televisieserie voor tieners die van 1984 tot en met 1996 door CBS werd uitgezonden. De serie heette aanvankelijk (vanaf 1980) CBS Afternoon Playhouse, maar deze naam werd in 1984 gewijzigd. De afleveringen stonden los van elkaar en hadden allemaal een dramatisch onderwerp als thema. Omdat tussen de afleveringen geen verband bestond en in elke aflevering iemand anders de hoofdrol speelde, werden de afleveringen ook als films beschouwd.

## Afleveringen
Zie: Lijst van afleveringen van CBS Schoolbreak Special